# Az amerikai polgárháború magyar résztvevőinek listája
Az amerikai polgárháború (1861–1865) magyar résztvevőit sorolja fel az alábbi lista.

## Magyarok az Unió hadseregében
Sokan közülük az 1848–49-es forradalom és szabadságharc tapasztalataival rendelkező katonák voltak. Nem sorozással, hanem önkéntes alapon jelentkeztek harcba az egységes Amerikai Egyesült Államokért, a rabszolgák felszabadításáért, a szabadságért, jelképesen a csillagsávos lobogóért.
Az amerikai statisztikákban 1860-ban a magyar nemzetiségűek adatai még nem szerepeltek, Pivány Jenő becslése szerint az amerikai polgárháború kezdetén számuk legfeljebb 4000 főt tehetett ki, közülük mintegy 800 fő szolgált az Unió hadseregében, akik közül mintegy 80-100 fő volt tiszt. (Az Amerikában élő nemzetiségek közül nagyobb számarányt, kb. 13,8%-ot csak az amerikai németek értek el.)

### Tábornokok
1. Asbóth Sándor altábornagy;

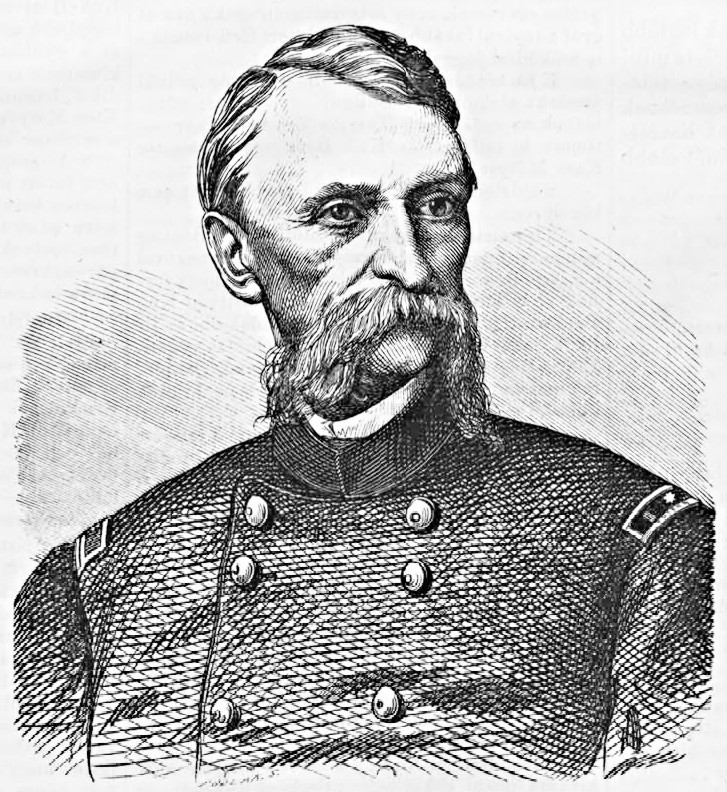
Asbóth Sándor az 1866-os Vasárnapi Újságban

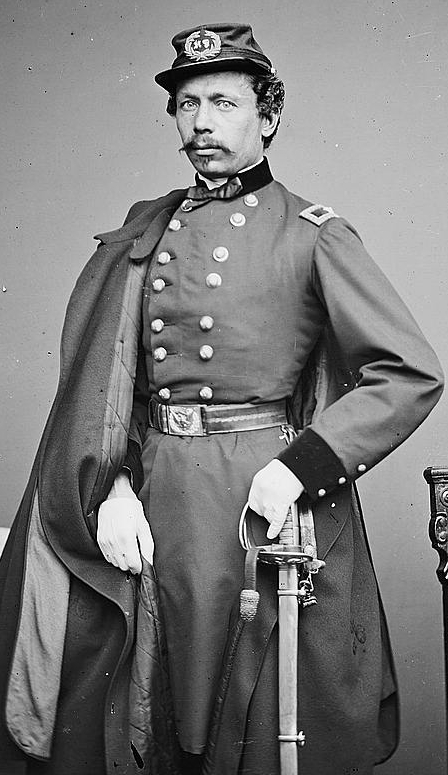
Számwald Gyula 1860-70 közt

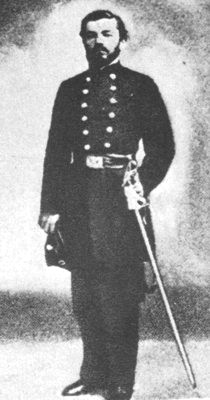
Zágonyi Károly

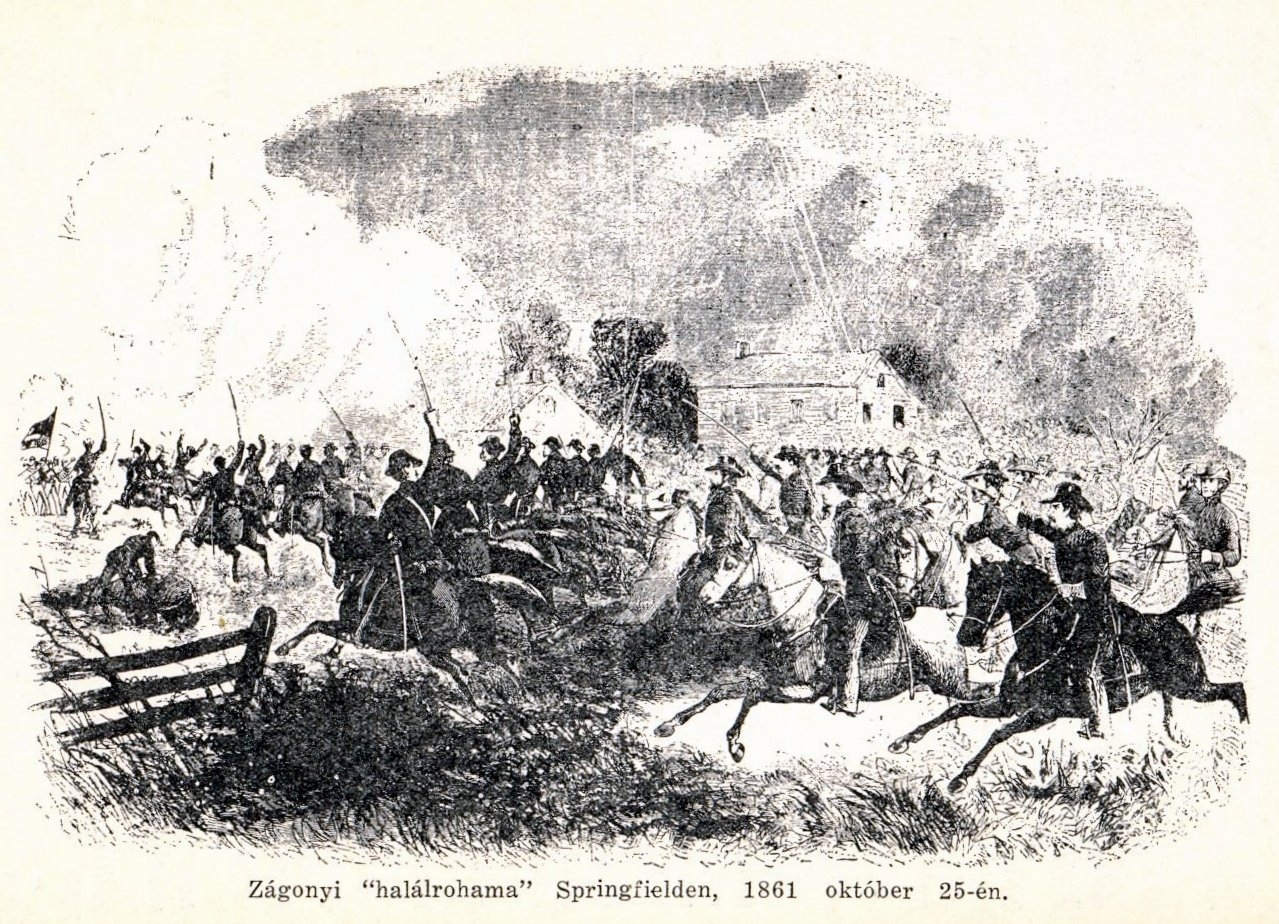
Az első springfieldi csata avagy Zágonyi "halálrohama" 1861 október 25

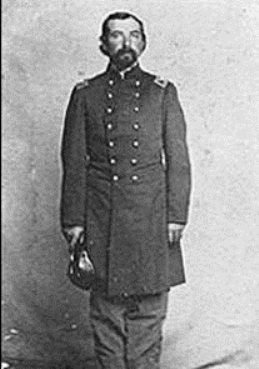
Knefler Frigyes

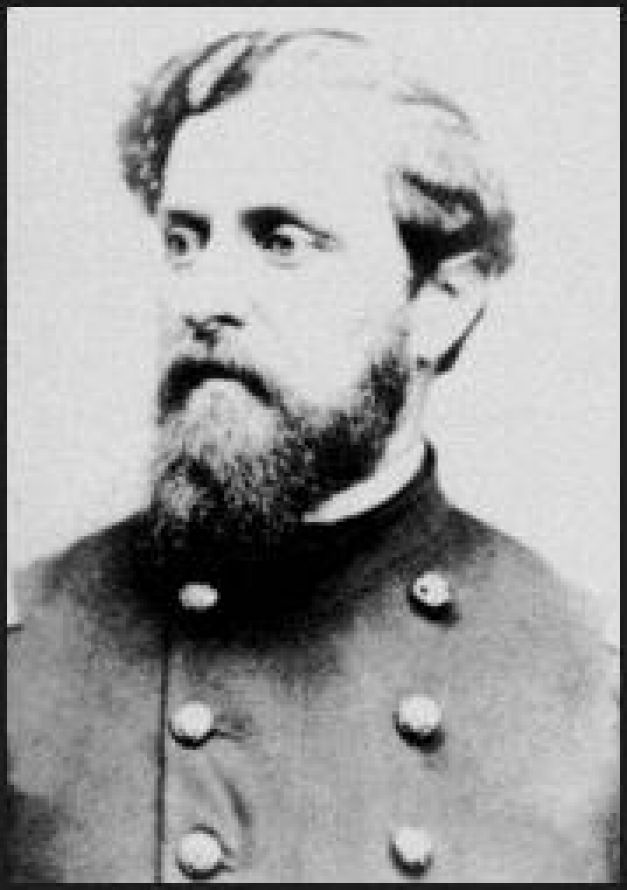
Pomucz György

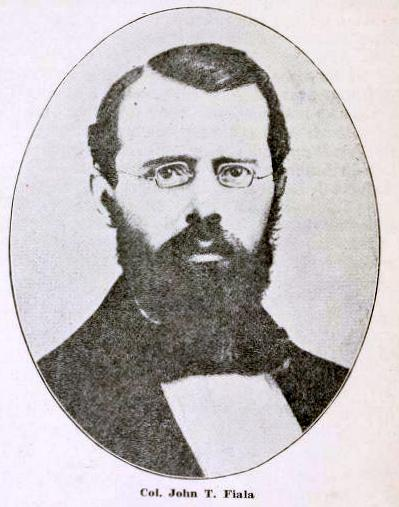
Fiala János 1865 után

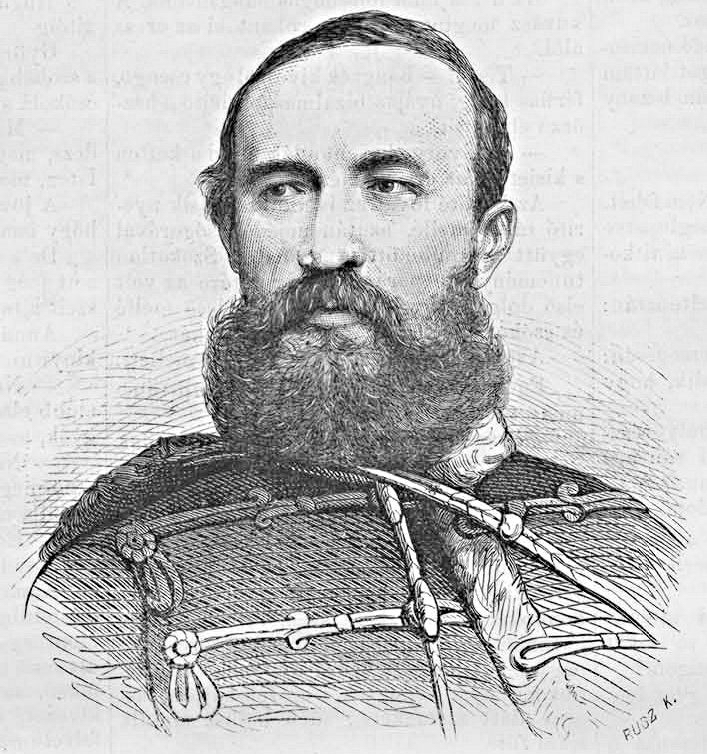
Figyelmessy Fülöp 1868

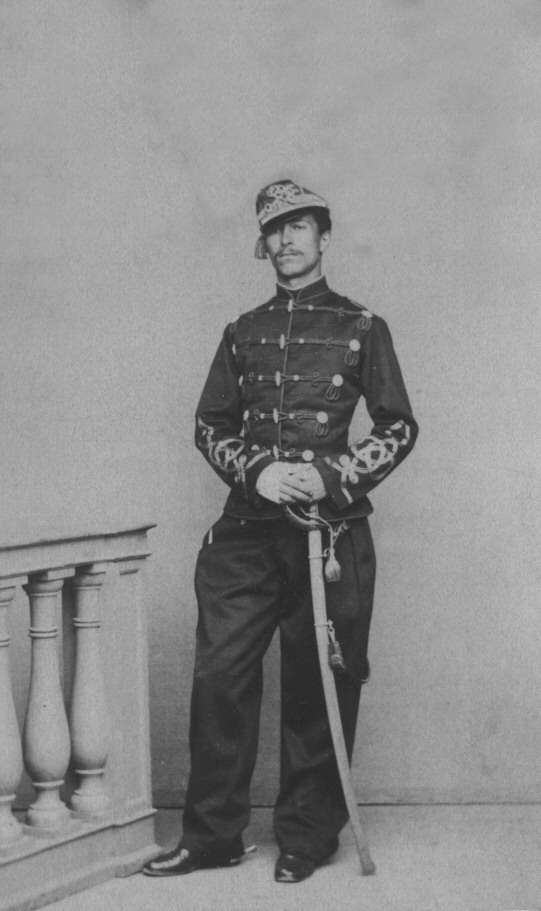
Dunka Miklós százados

2. Knefler Frigyes (Knöpfler) tábornok
3. Kozlay Jenő tábornok
4. Mándy Károly (Mundee) tábornok
5. Pomucz György (Pomutz) tábornok
6. Schoepf Albin tábornok
7. Számwald Gyula altábornagy

### Főtisztek, tisztek, közkatonák
1. Adler Mihály ezredes. Győrben született. Piarista tanár volt, s 1850-ben Genfben tartózkodott (Puky Miklós naplója szerint). Hogy Genfből merre vezetett az útja, nem tudható, de Kende Géza lejegyezte, hogy az amerikai polgárháborúban ezredes volt az északiak oldalán.
2. Albert Anzelm ezredes
3. Amsberg György ezredes
4. Baróthy Károly közlegény
5. Baróthy Zoltán alezredes
6. Barta János magyar és amerikai szabadságharcos
7. Báthory Ignác magyar és amerikai szabadságharcos
8. Bauer Frigyes hadnagy
9. Baumann Ágoston főhadnagy
10. Bettelheim John Barnardé dr. tábori orvos a 106. illinoisi önkéntes ezredben
11. Bibó Sámuel 23 éves korában, 1861 októberében jelentkezett a 8. New York-i önkéntes gyalogezredbe. Mindössze fél évet harcolt, mert a virginiai Hunter's Chapel melletti csatában megrokkant, emiatt elbocsátották a hadsereg kötelékéből.
12. Blandowski Konstatin lengyel származású lengyel, magyar, olasz, amerikai szabadságharcos
13. Boday Gyula (Julius Boday) a 169.[2] vagy a 177.[3] ohiói önkéntes gyalogezredben harcolt, Cuyahoga megyében. Valószínűleg Clevelandben (Ohio) élt.
14. Chandory Viktor (Sándory) kapitány az amerikai polgárháborúban
15. Csermelyi József őrnagy
16. Debreczenyi Ignác főhadnagy
17. Décsy Ede, névváltozat Detshy Ede magyar honvéd százados, amerikai őrnagy
18. Décsi Milton Lajos hadnagy
19. Dobozy Imre magyar honvéd, amerikai közlegény
20. Dobozy Péter Pál tüzéralezredes
21. Dolezich Károly főhadnagy, a 9. ohiói gyalogezredben
22. Dunka Miklós magyar, olasz és amerikai szabadságharcos
23. Esti M. Vilmos főhadnagy, a 26. ohiói gyalogezredben
24. Farkas Samu főhadnagy
25. Fehérváry Miklós amerikai szabadságharcos, hősi halált halt
26. Fekete Sándor honvéd, őrnagy
27. Fiala Antal főhadnagy
28. Fiala János alezredes, ezredes
29. Figyelmessy Fülöp honvédőrnagy; lovassági ezredes a rendes hadseregben
30. Fornet Kornél honvédőrnagy; amerikai ezredes
31. Fülöp József amerikai szabadságharcos
32. Gaál Sándor kapitány
33. Gáll Sándor hadnagy, hősi halált halt
34. Gállfy-Gállik András (Gallik) honvédtiszt; őrnagy az 58. ohiói gyalogezredben
35. Gerster Antal mérnökkari kapitány Frémont, Rosecranz és Grant tábornokok alatt, utászőrnagy, majd tüzéralezredes
36. Grechenek György kapitány
37. Grossinger Károly kapitány
38. Haraszthy Géza őrnagy a 18. New York-i önkéntes gyalogezredben
39. Hauser Fülöp kapitány
40. Hegyi Lipót (álnév: Guggenberger Lipót) főhadnagy
41. Hochleitner Károly (Charles Hochleitner) 1861-ben lépett be a 45. New York-i önkéntes gyalogezredbe, kapitányi rangban teljesített szolgálatot, 1862. szeptember 12-én leszerelt.
42. Hillebrandt Hugó őrnagy
43. Hollán Hugó honvédfőhadnagy; amerikai őrnagy
44. Janisch Antal amerikai szabadságharcos
45. Jekelfalussy Sándor kapitány
46. Kappner Ignác ezredes
47. Kapus Vilmos főhadnagy a Washington Territórium gyalogságnál
48. Karpeles Lipót amerikai polgárháborús hős, Medal of Honor kitüntetettje
49. Kelemen Sándor az amerikai polgárháború hősi halottja
50. Keményffy József főhadnagy; kapitány
51. Kiss Antal amerikai őrmester
52. Kiss József amerikai közkatona Mihalótzy ezredében
53. Kompár Péter százados
54. Kompolti utászőrnagy; az erődítmények tervező mérnöke
55. Kormány György a 6. ohiói gyalogezred hadnagya (Piványtól)
56. Korponay Gábor ezredes a 28. pennsylvaniai gyalogezredben
57. Korponay István tizedes az 52. pennsylvaniai gyalogezredben
58. Kovács Gusztáv főhadnagy; őrnagy
59. Kovács István honvédőrnagy; az 54. New York-i gyalogezred századosa
60. Kuné Gyula (Kuné Julián) őrnagy, tiszt
61. Láng Henrik hadnagy
62. Langenfeld Ferenc főhadnagy
63. Langer Ignác dr. orvos
64. Lederer Emanuel amerikai alhadnagy
65. Ludwigh Elek (?-1895) hadnagy; lovassági önkéntes
66. Lülley Emmánuel kém, őrnagy
67. Lülley Károly amerikai szabadságharcos a haditengerészetnél
68. Mándy H. J. a 4. számú New York-i lovasezred őrmestere volt. 1864 augusztusában a Front Royal (Virginia) melletti csatában vitézségéért éremmel tüntették ki. Ennyi információ van róla, sajnos a keresztneve sem ismeretes, a H. betű lehet, hogy a Hungary (Magyarország) szó rövidítése.
69. Mándy Károly címzetes dandártábornok
70. Márky O. János őrmester
71. Majthényi Tivadar hadnagy, adjutáns
72. Mayer Elemér az amerikai polgárháborúban alezredes
73. Menyhárt G. János honvédhadnagy; kapitány, százados a 45. New York-i gyalogezredben
74. Mészáros Imre honvédtiszt; a Frémont-huszárok őrnagya
75. Mihalotzy Géza honvédkapitány; ezredes
76. Mohor Mihály honvéd százados; kapitány
77. Molitor Ágost (Müller) tüzérfőhadnagy
78. Molnár József honvéd, olasz és amerikai szabadságharcos
79. Muzsik József ezredes
80. Nagy Sándor (sz. 1827) magyar és amerikai szabadságharcos
81. Németh József honvédszázados; a Benton-huszárok ezredese
82. Perczel Miklós volt képviselő és honvédezredes, a 10. iowai gyalogezred ezredese
83. Pető Dániel amerikai szabadságharcos, közvitéz az Abraham Lincolnról elnevezett New York-i lovasezredben teljesített szolgálatot, mint közvitéz. 1861. augusztus 16-án lépett be az ezredbe, s 1865. június 27-én szerelt le.
84. Pető József szintén az Abraham Lincolnról elnevezett New York-i lovasezredben teljesített szolgálatot, mint közvitéz. 1861. augusztus 16-án lépett be az ezredbe, s 1865. június 27-én szerelt le. Az ezredbe való belépési ideje és leszerelésének ideje is megegyezik Pető Dánielével. Valószínűleg testvérek voltak.
85. Pipady Mihály amerikai szabadságharcos, Kende szerint ezredes
86. Pokorny Antal magyar honvédhadnagy; alezredes a 8. New York-i gyalogezredben
87. Pulitzer József amerikai katona, New York-i 1. önkéntes Lincoln-lovasezred
88. Rabattin András magyar és amerikai szabadságharcos
89. Radnich Imre utászkapitány, tiszt
90. Radnich István tüzér, nemzetőr
91. Rombauer Rafael Guidó őrnagy
92. Rombauer E. Roderick kapitány
93. Rombauer Gyula Róbert honvéd; ezredes
94. Rombauer Roland lovas kapitány
95. Rózsafy Mátyás komáromi kapituláns; kapitány a west virginiai tüzérségnél
96. Ruttkay Albert Kossuth Lajos sógora, őrnagy az 1. floridai lovasezredben
97. Schöney Lázár katonaorvos, majd vezető katonaorvos
98. Schwartz Károly kapitány
99. Semsey Kálmán őrnagy
100. Semsey Károly honvédhadnagy; a krimi háborúban brit kapitány; őrnagy a 45. New York-i gyalogezredben
101. Simig Bernát katonaorvos
102. Sólyom C. Lajos hadnagy egy New York-i gyalogezredben
103. Spelletich István Speletics százados (Piványnál kapitány) a Fort Donelson hőse elnevezést kapta
104. Szabó Ignác magyar és amerikai szabadságharcos katona, magyar őrmester, amerikai százados
105. Szabó József amerikai szabadságharcos katona
106. Sveikel altiszt (keresztneve nem ismert) végigszolgálta az 1848-49-es magyar szabadságharcot, 1850-ben már kijutott Amerikába. A polgárháborúban mint az északiaknál szolgáló altiszt halt hősi halált 1862-ben Washingtonban.
107. Szabad Imre titkár a magyar hadügyminisztériumban; az olaszországi magyar légió tagja; amerikai ezredes
108. Szegedy Mátyás főhadnagy az amerikai polgárháborúban
109. Szendy István alezredes
110. Szerdahelyi Ede (tévesen: Károly) honvédtiszt; hadnagy
111. Szerényi Fülöp (vagy Antal? Piványi) tüzérhadnagy
112. Takács Ferenc honvédszázados, amerikai kapitány
113. Takáts Ferenc őrmester
114. Tauszki Rudolf főorvos
115. Tenner Lajos kapitány
116. Toplányi Sándor kapitány a 3. színes gyalogezredben
117. Utassy Antal (Anton) kapitány
118. Utassy Frigyes György ezredes
119. Utassy Károly főhadnagy
120. Varga Ferenc magyar és amerikai szabadságharcos
121. Vándor József honvédszázados; a 7. wisconsini gyalogezred ezredese
122. Vékey Antal honvédfőhadnagy, amerikai őrnagy, csatában halt meg
123. Vértesy János honvédfőhadnagy; amerikai százados
124. Vöneki Lajos magyar hadnagy; amerikai százados, majd őrnagy
125. Waagner Gusztáv a magyar szabadságharc cseh származású tisztje, az amerikai polgárháború ezredese
126. Wratislaw Ede magyar és amerikai szabadságharcos
127. Xántus János etnológus, amerikai katona, az amerikai polgárháborúban egészségügyi hivatalt töltött be
128. Zágonyi Károly őrnagy, ezredes
129. Zákány István magyar, olasz, amerikai, mexikói szabadságharcos
130. Zeyk Albert az amerikai postaügyi minisztériumban hadügyi táviratokat fordított
131. Zimándy Antal P. hadnagy a 4. színes gyalogezredben
132. Zsulavszky Emil főhadnagy
133. Zsulavszky Kázmér főhadnagy
134. Zsulavszky László ezredes, dandárparancsnok
135. Zsulavszky Zsigmond hadnagy, a háború elején betegség miatt meghalt

## Magyarok a Konföderáció hadseregében
A magyar emigránsok közül, akik a déli államokban telepedtek le, azok ott dolgoztak, ott alapítottak családot, s az amerikai polgárháborúban a déliek oldalán vettek részt. A déli államok a washingtoni kormányzat vámpolitikája miatt (amely súlyos exportadókkal sújtotta a délen termesztett gyapotot) döntöttek a függetlenség mellett, majd fogtak fegyvert Jefferson Davis elnök vezetésével. Egyetlen déli magyar tiszt van e katonák közt, Estván Béla (születési nevén Peter Heinrich) osztrák származású kalandor.
1. Adler Adolphus (1829-1862 után) polgári és katonai mérnök
2. Botsay Sándor (1828-1913) magyar honvédhuszár, amerikai közkatona
3. Estván Béla (1827-1872 után) katonatiszt és kalandor
4. Finta János (1831-1905) amerikai közkatona
5. Holmy János Rudolf (1833 körül - 1865 után) őrmester, majd alhadnagy
6. Újffy János Henrik (1820-1867 vagy 1867 után) honvédtiszt, amerikai őrmester
7. Varga János (1833-1915) amerikai közkatona
8. Varga József (1839-1898) amerikai katona, őrmester
9. Varga Pál (1843-1912) amerikai közkatona
10. Varga Sándor (1836-1921) amerikai közkatona
11. Vidor Károly (1834-1904) polgárháborús katona, századosi rangba emelkedett
12. Wadgymar Artúr (1824-1899) katonaorvos
13. Bajzik Lajos (1824-1892) zászlós